# Полиция Албании
Полиция Албании — составная часть Министерства внутренних дел Албании.
Полиция была создана 13 января 1913 года, после провозглашения независимого албанского государства. Статус полиции был закреплен в первой конституции Албании. В течение многих лет албанская полиция действовала параллельно с другим правоохранительным органом — жандармерией.
После оккупации Албании итальянскими войсками в апреле 1939 года, армия и полиция Албании были расформированы.
В 1945 году территория Албании была освобождена от немецких войск и восстановлен суверенитет Албании, 11 января 1946 года была создана Народная Республика Албания.
Новая народная милиция была создана 30 августа 1945 года.
В 1990 году в стране начались политические реформы. В 1991 году вместо народной милиции была создана полиция. В апреле 1991 года было создано Министерство охраны общественного порядка Республики Албании, а в его составе — Главное управление полиции, личный состав которого, в результате переаттестации, был обновлен на 80 процентов. Главными задачами реорганизованной албанской полиции стали обеспечение общественного порядка, предупреждение и борьба с преступностью, и защита прав и свобод граждан.
25 ноября 1995 года в Республике Албании был принят «Закон о федеральной полиции», в соответствие с которым, федеральная полиция Албании является одним из органов государственного управления при Министерстве внутренних дел, и имеет своей задачей охрану общественного порядка и безопасности граждан.

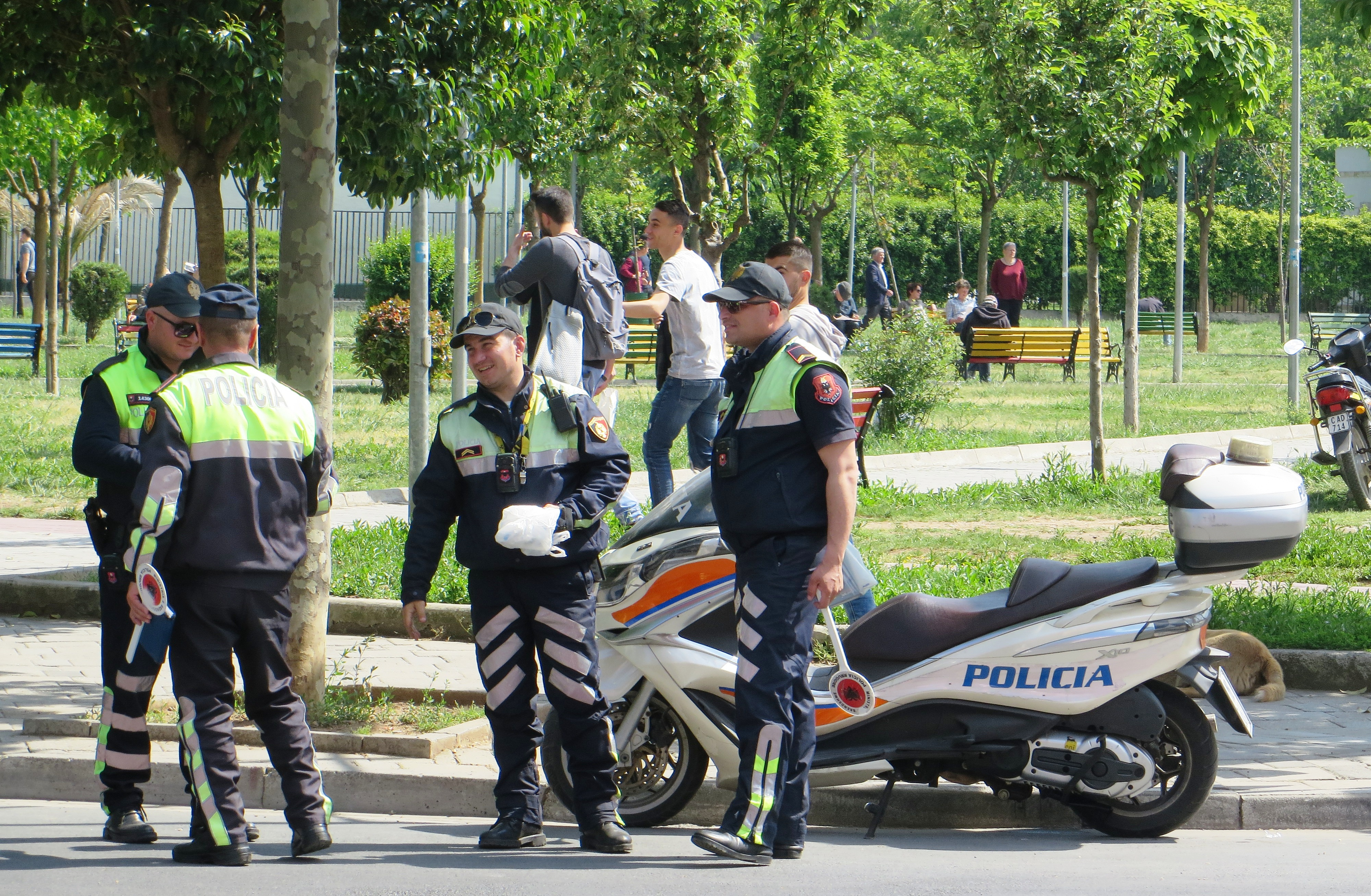
Офицеры дорожной полиции

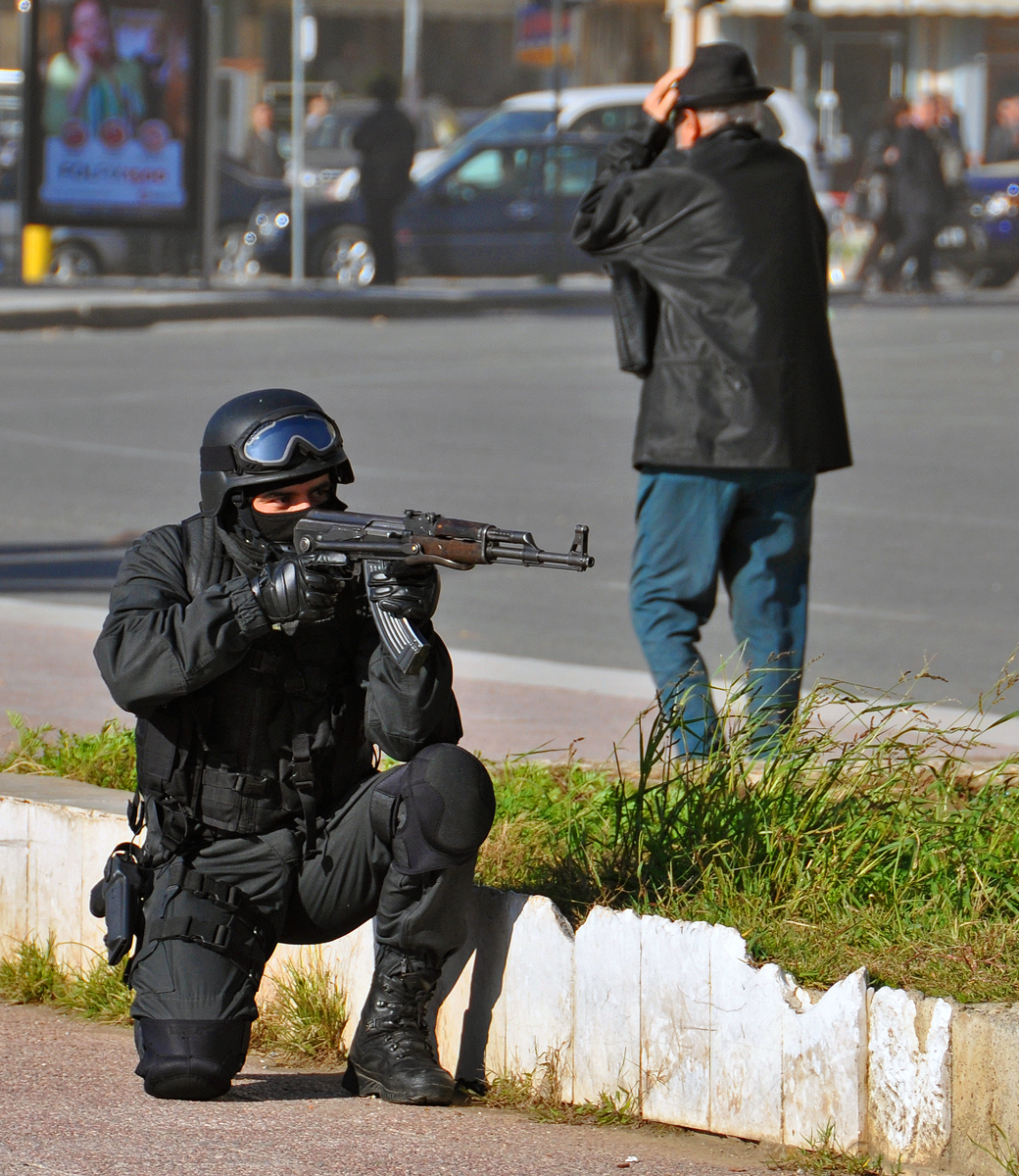
Сотрудник RENEA (Департамента нейтрализации вооруженных элементов)

Общий шеврон полиции

В 2007 году, в связи с начатой реформой органов полиции, направленной на укрепление авторитета полиции и доверия к ней граждан, в Албании был принят новый закон «О федеральной полиции», который четко установил её деполитизацию. В проведении реформы полиции Албании оказывает помощь Европейский Союз.

## Подразделения
| Шеврон                | Подразделение |
| --------------------- | --- |
| Пояснительная подпись | Policia e Rendit Общественная (гражданская) полиция занимается вопросами общественного порядка.                                                                                                |
| Пояснительная подпись | Policia Kufitare dhe Migracionit Пограничная полиция отвечает за безопасность границы. |
| Пояснительная подпись | Policia Rrugore Дорожная полиция отвечает за безопасность дорожного движения. |
| Пояснительная подпись | Forcat e Ndërhyrjes së Shpejtë Силы быстрого реагирования — это подразделение быстрого реагирования, которое занимается в основном случаями насильственных беспорядков и специальных операций. |
| Пояснительная подпись | Shqiponjat «Орлы» — подразделение быстрого реагирования, которое занимается борьбой с внутренней преступностью.                                                                                |
| Пояснительная подпись | RENEA Департамент нейтрализации вооруженных элементов — основное подразделение по борьбе с терроризмом и реагированию на критические инциденты.                                                |